# Oblężenie Wesenborga

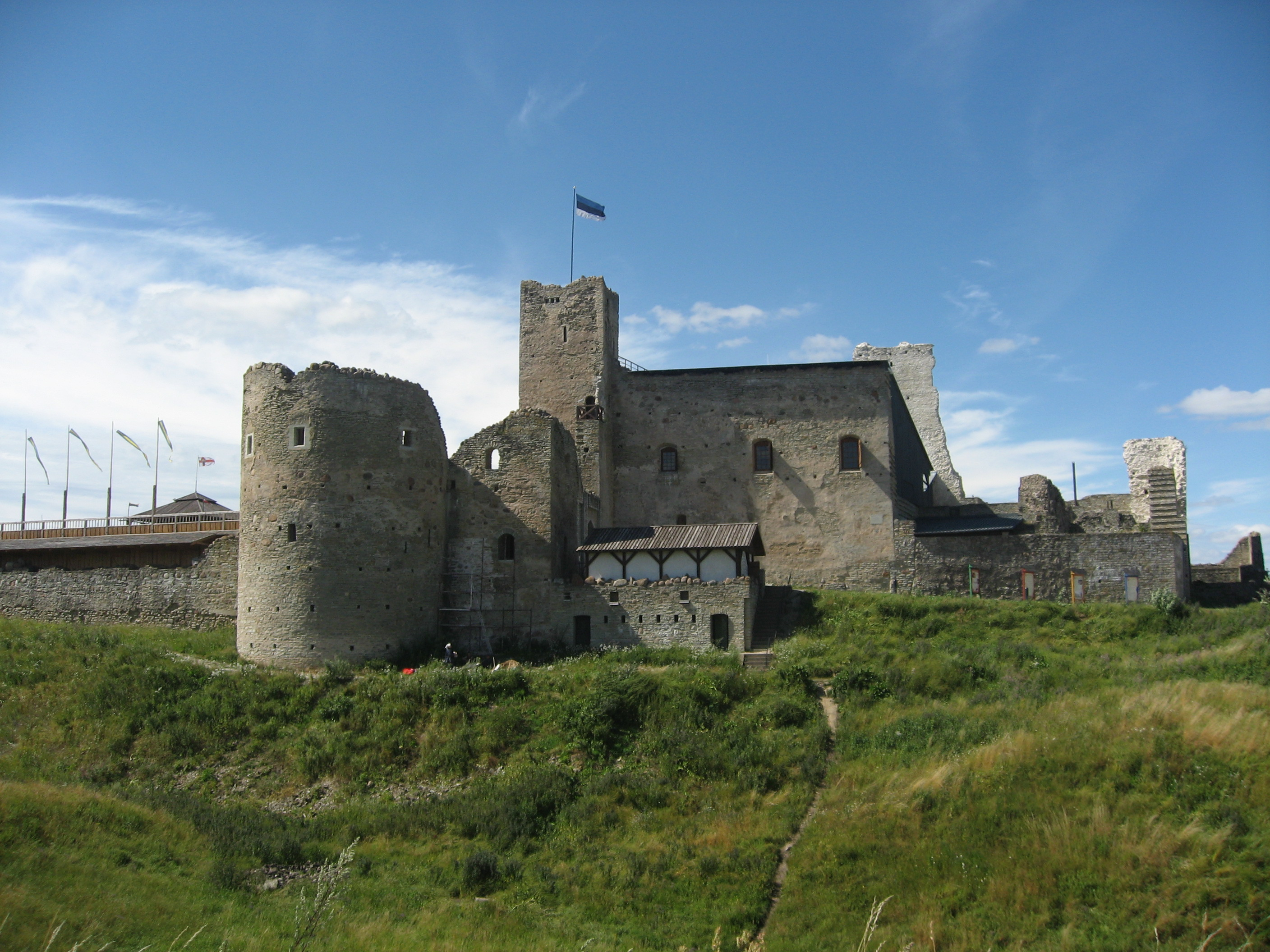
Zamek Wesenborg/Rakvere współcześnie

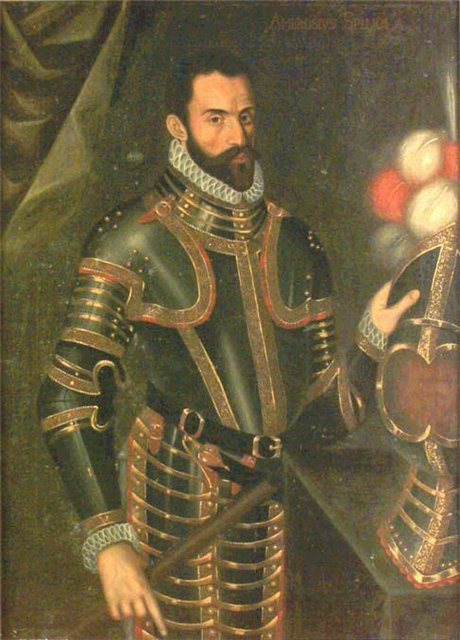
Pontus de la Gardie

Oblężenie Wesenborga (Rakvere, Rakovor, Wesenberg) – przeprowadzona podczas wojen inflanckich nieudana próba zdobycia przez wojska szwedzkie bronionego przez Rosjan ufortyfikowanego miasta Wesenborg w Estonii.
Oblężenie trwało od stycznia do marca 1574 roku. Zdobyło sobie złą sławę z powodu bijatyki, która następnie przekształciła się w regularną bitwę pomiędzy niemieckimi i szkockimi zaciężnymi żołnierzami armii oblężniczej, co kosztowało życie około 1500 Szkotów. Wesenborg został wzięty w czasie kolejnego szwedzkiego uderzenia w roku 1581.

## Podłoże
Ledwie pokój szczeciński formalnie zakończył siedmioletnią wojnę północną, w rejonie obrzeży Bałtyku wybuchła nowa wojna, której strony dążyły do opanowania wschodnich Inflant, dawniej będących pod panowaniem Zakonu Krzyżackiego. Miasto Wesenborg, obecnie Rakvere, było rosyjskim punktem oporu położonym blisko południowego wybrzeża Zatoki Fińskiej w połowie drogi między Rewlem (dziś Tallin), który poddał się Szwedom w roku 1561, a Narwą, zdobytą przez Iwana Groźnego w roku 1558.
Jan III Waza, król Szwecji od roku 1568, musiał przeciwstawić się rosyjskiej ofensywie w Inflantach w początku lat siedemdziesiątych XVI wieku. Rewal przetrzymał rosyjskie oblężenie w roku 1570 i 1571, ale kilka mniejszych miast zostało przez nieprzyjaciela zajętych. Rosyjska ofensywa zakończyła się zdobyciem Białego Kamienia (Paide) w roku 1573. Po wzięciu miasta Rosjanie spalili żywcem oficerów szwedzkiego garnizonu, w tym także dowódcę, co spowodowało odwetową wyprawę wojsk szwedzkich.
Kampania rozpoczęła się w Rewlu, gdzie Szwedzi skoncentrowali znaczne siły, w tym około 4000 wojsk własnych i 5000 najemników ze Szkocji i Niemiec. Nieco wcześniej, bo w roku 1572, Jan III nakazał Archibaldowi Ruthvenowi zaciągnąć najemników szkockich w celu wzmocnienia sił szwedzkich w Inflantach. Ruthven najął 3000 piechurów i 760 kawalerzystów, którzy w czerwcu i lipcu 1573 roku przybyli do zamku Älvsborg. Stamtąd, podzieleni na niewielkie oddziały, wyruszyli ku wschodniemu wybrzeżu Szwecji. Opóźniająca się wypłata żołdu spowodowała, że część tych najemników spowolniła marsz, łupiąc okoliczne wioski i buntując się przeciw Ruthvenowi. Gdy dotarli do Sztokholmu i portów Östergötlandii, czekało tam na nich dalszych 300 szkockich kawalerzystów. We wrześniu wszyscy zostali przetransportowani do Rewla i dołączyli do szwedzkich i fińskich oddziałów regularnych oraz najemników z Niemiec (głównie kawalerzystów i artylerzystów). W listopadzie armia, pod ogólnym dowództwem feldmarszałka Clasa Åkessona Totta (w polu dowodził Pontus De la Gardie), ruszyła na Wesenborg. Marsz był spowalniany przez oddziały szkockie, domagające się wypłaty żołdu z miesięcznym wyprzedzeniem, co spowodowało, że De la Gardie musiał – by zaspokoić ich żądania – zastawić część własnej biżuterii.

## Oblężenie
W styczniu 1574 Wesenborg był dwukrotnie szturmowany, ale bez powodzenia. Podczas trzeciego szturmu 2 marca 1574 siły szwedzkie straciły co najmniej tysiąc żołnierzy. Podjęte następnie przez Szwedów próby kopania tuneli celem podminowania fortyfikacji również spełzły na niczym. De la Gardie wycofał część armii oblężniczej i rzucił je ku pobliskim umocnieniom Tolsbergu (Vihula) i Dorpatu (Tartu), ale i to się nie powiodło.
Te wszystkie niepowodzenia przyczyniły się do upadku morale armii oblężniczej i wzrostu napięć wewnętrznych, tym więcej, że ustał dopływ zaopatrzenia. Najemnicy niemieccy coraz głośniej obciążali winą niechętnych do współdziałania Szkotów. 17 marca doszło do awantury pomiędzy Niemcami a Szkotami. Zaczęło się od wzajemnego obrzucania wyzwiskami i szarpaniny. Próbował interweniować jeden z niemieckich oficerów, ale nic nie wskórał. Gdy awantura przerodziła się w otwartą walkę, na miejsce przybyli dowódcy z De la Gardie na czele. Nic jednak nie zyskali; zaatakowani przez rozwścieczonych żołnierzy musieli uciekać, przy czym Ruthven odniósł poważne obrażenia.
Teraz Szkoci zagarnęli niemieckie działa i obrócili je lufami w stronę niemieckiej kawalerii. Kawaleria zaatakowała. W trakcie szarży Szkoci zdołali oddać jedną salwę z dział, ale zaraz kawaleria wpadła na nich i doszczętnie ich rozbiła. Na placu boju zostało 30 zabitych Niemców i 1500 Szkotów. Niemiecka i szwedzka piechota, podobnie jak szkocka kawaleria, nie interweniowały. Wśród zabitych było kilku szkockich oficerów; źródła wymieniają nazwiska Davida Murraya, Jacoba Murraya i George’a Michella. Około siedemdziesięciu Szkotów szukało schronienia za murami Wesenborga; ostatni zapis historyczny informuje, że zostali zabrani do Moskwy.
Skutki były łatwe do przewidzenia: De la Gardie odstąpił od oblężenia; armia wróciła do Rewla z końcem marca 1574.

## Rezultaty
Na skutek tych wydarzeń Jan III odebrał Tottowi naczelne dowodzenie w Inflantach, a na jego miejsce wyznaczył De la Gardiego. Co ważniejsze, król postanowił nie organizować w przyszłości ekspedycji opierających się w znacznej mierze na najemnikach. Nakazał też przeprowadzenie drobiazgowego śledztwa w związku z incydentem pod murami Wesenborga, co doprowadziło do kilku procesów sądowych w roku 1574 w Rewlu. Iwan Groźny utrzymał swój stan posiadania aż do serii bitew pod Kiesią, które odmieniły losy wojny. W roku 1580 Szwedzi odbili Keksholm, a zimą 1580/81 Pontus de la Gardie poprowadził swą armię przez zamarzniętą Zatokę Fińską, przez zaskoczenie zdobył Wesenborg, po czym ruszył na Narwę, która została wzięta po długim oblężeniu 6 września 1581 roku, przy czym rozwścieczeni długotrwałym oporem zwycięzcy wymordowali obrońców i mieszkańców. Do końca roku 1581 padły ostatnie punkty rosyjskiego oporu w Estonii.